# Mrač
Mrač là một làng thuộc huyện Benešov, vùng Středočeský, Cộng hòa Séc.

## Tập ảnh

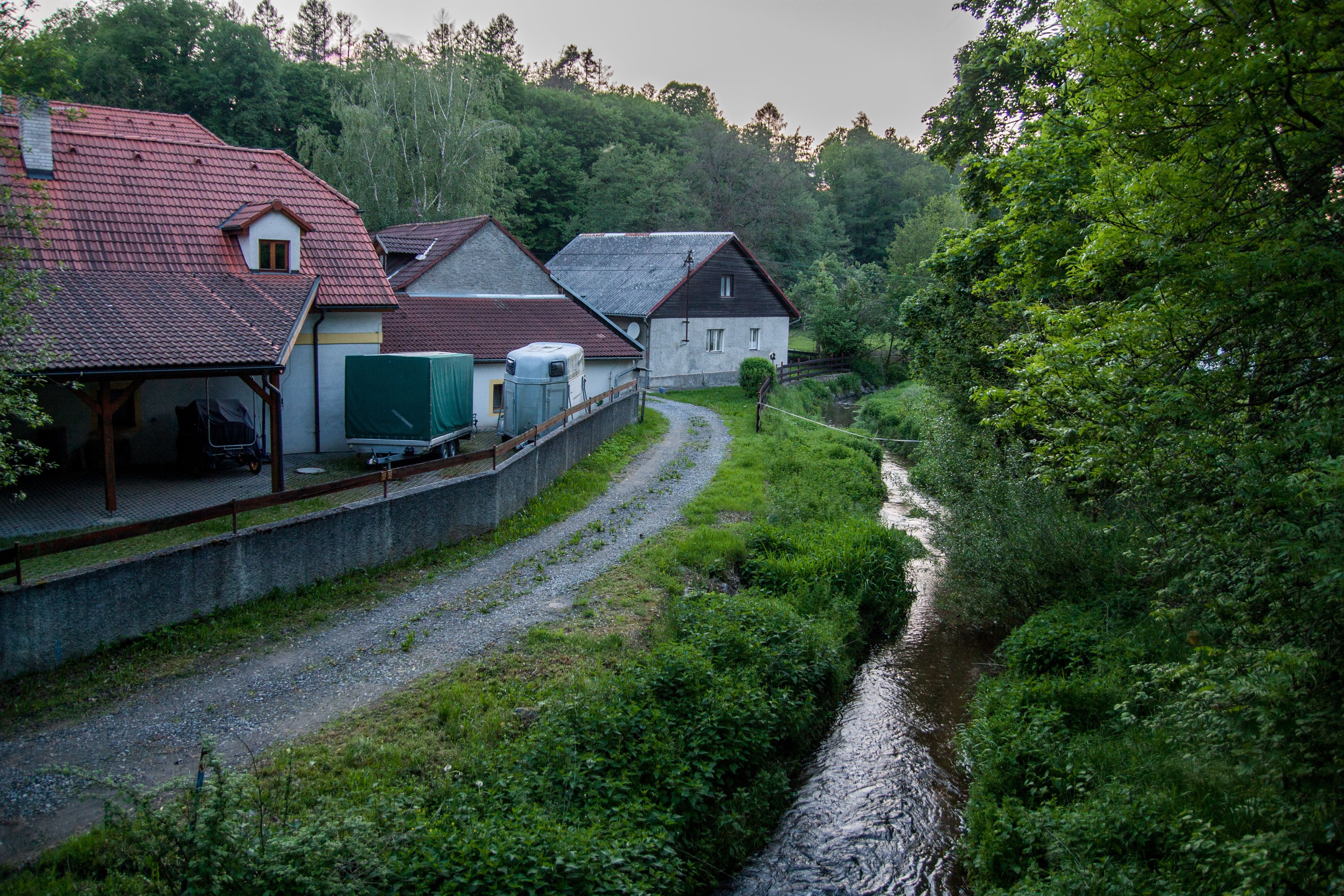
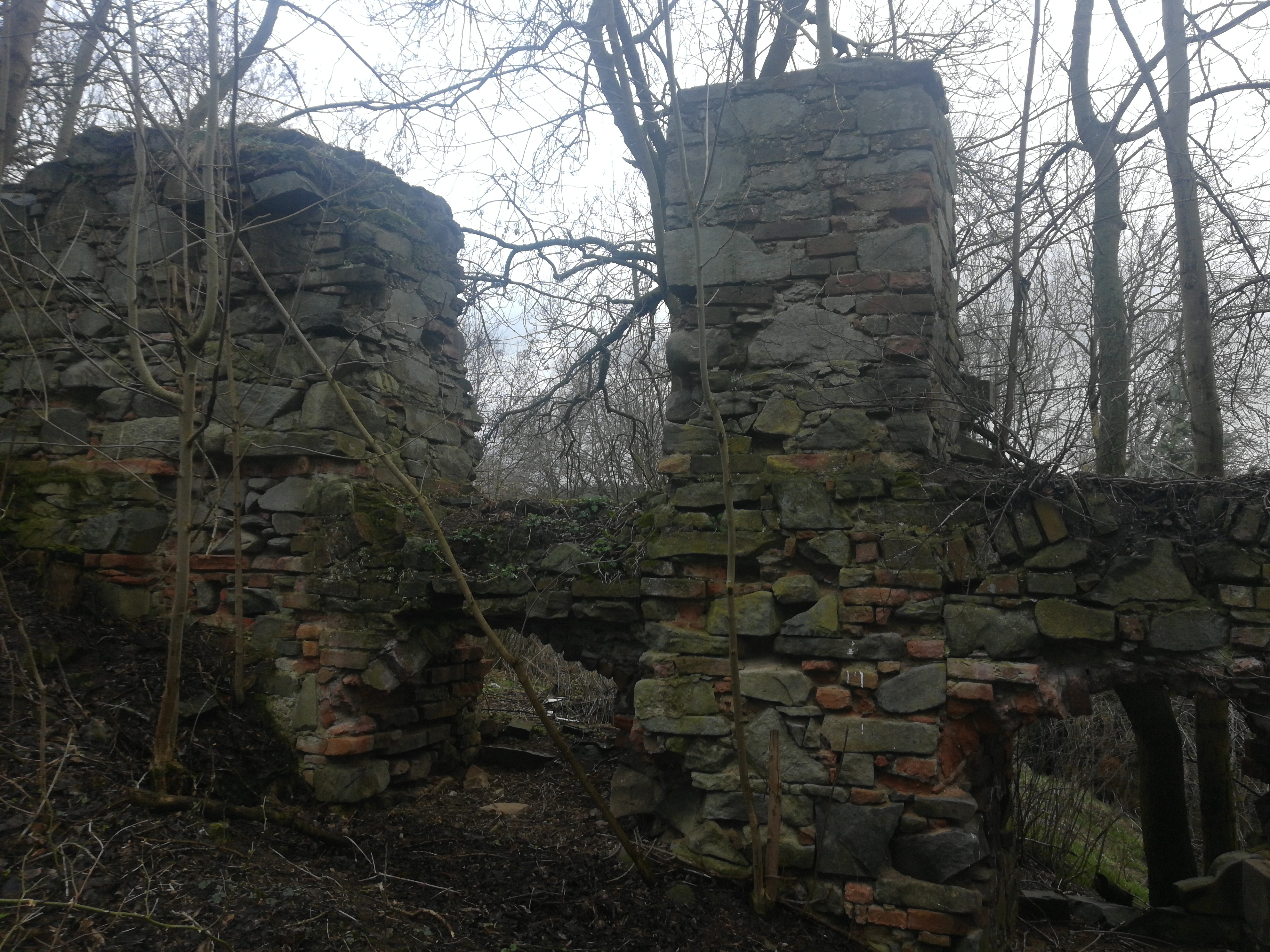
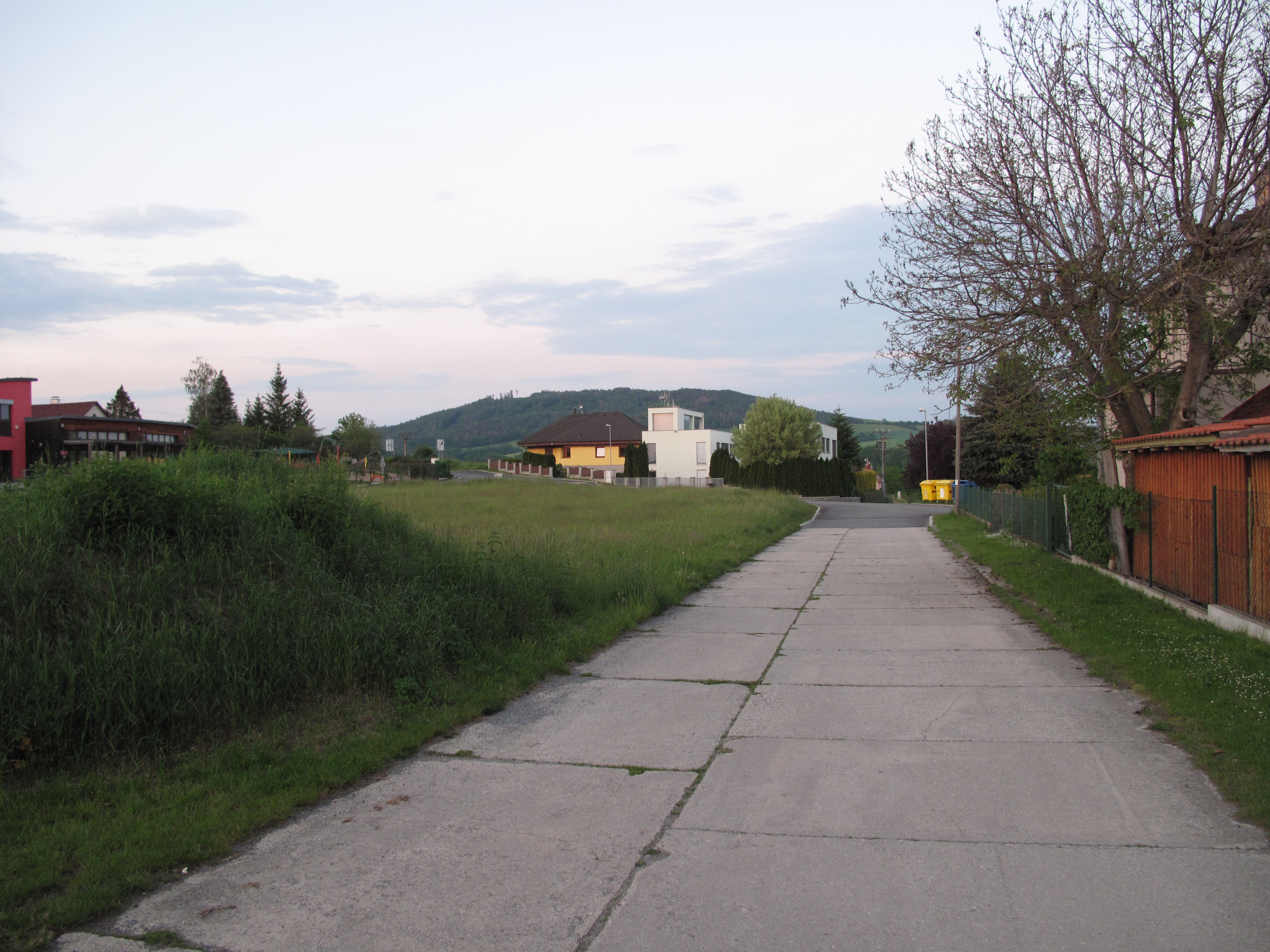